# Mayapur
Mayapur est une ville de l'est de l'Inde située dans le Bengale-Occidental à un peu plus de 100 km de Calcutta. Elle est sur les rives du Gange et est très prisée les adorateurs de Krishna.